# Thomas Quasthoff
Thomas Quasthoff (n. 9 noiembrie 1959, Hildesheim, Germania) este un bas-bariton german. Interesele sale muzicale se întind de la cantate de Bach la lieduri și improvizații solo de jazz. Quasthoff s-a născut cu serioase defecte cauzate de thalidomidă⁠(en)[traduceți]; are înălțimea de 1,34 m și este afectat de focomelie⁠(en)[traduceți].